# Порздни
По́рздни — село в Лухском районе Ивановской области России, административный центр Порздневского сельского поселения. Исторически являлось крупным торговым и ремесленным центром, известным, в частности, сапожным, кузнечным и кожевенным промыслами. Село также является родиной династии сапожников Жидковых, чьё ремесло передавалось в четырёх поколениях на протяжении около 150 лет.
Расположено на реке Порзднянка (Порздня). Расстояние до районного центра (посёлок Лух) — 18 км.

## История
Первые упоминания о поселении относятся к XII–XV векам, когда на реке Порздне, предположительно, существовала крепость «Порздно». В XV веке земли находились во владении князей Бельских, и с постройкой церкви поселение получило статус села. В XVI веке Порздни входили в Мыцкий стан Суздальского уезда. Позже земли были отданы в вотчину князю Куракину, а в XVIII веке стали центром вотчины графа А. Б. Бутурлина. С 1832 по 1849 год частью села владел его родственник, граф М. Д. Бутурлин, которого считают одним из прототипов Евгения Онегина в романе его кузена А. С. Пушкина.
В XIX веке Порздни стали крупным торговым центром, сопоставимым с такими сёлами, как Шилекша, Верхний Ландех и Пестяки. Еженедельно по пятницам в селе проходили базары, а четыре раза в год — крупные ярмарки. Торговое значение было обусловлено его расположением на пересечении путей из Кинешмы и Юрьевца на Балахну и Нижний Новгород, а также через Мыт в Шую, Владимир и Москву.
Административная принадлежность села многократно менялась. С 1797 года оно входило в Юрьевецкий уезд Костромской губернии, а с 60-х годов XIX века стало центром самой большой волости уезда. В 1918 году Порздневская волость была включена в состав Иваново-Вознесенской губернии. После ликвидации волостного деления в 1924 году был организован Порздневский сельский Совет. С 1929 года территория попеременно входила в Пучежский район (1929–1935, 1963–1965) и Лухский район (1935–1963 и с 1965 года по настоящее время). В 2005 году было образовано Порздневское сельское поселение.

## Ремёсла и промыслы
Неплодородные почвы региона способствовали развитию ремёсел и отхожих промыслов как основного источника дохода для местного населения. Село Порздни славилось холщовым, портновским, кузнечным, кожевенным, сапожным, строчевышивальным, сапоговаляльным и бондарным ремёслами. Местные жители выращивали лён, пряли нити и шили одежду. Был развит кузнечный промысел, работала литейная мастерская. В начале XX века функционировало несколько кожевенных заводов.
В 1930-е годы в Порзднях действовали колхоз, льнозавод, МТС, больница, почта, а также ряд ремесленных производств: строчевая и сапоговаляльная мастерские, кожевенный и молокозавод, маслобойня и сапожная артель.

### Сапожный промысел и династия Жидковых
Особое место в истории села занимал сапожный промысел. В Порзднях проживало несколько семей мастеров, передававших ремесло из поколения в поколение. Ещё до Великой Отечественной войны в селе работала сапожная мастерская, располагавшаяся на первом, каменном этаже двухэтажного дома (на втором, деревянном, находилось ателье). После того как здание было разобрано (по другой версии — сгорело), сапожники продолжили работать на дому.
Наиболее известной является династия сапожников Жидковых, которая насчитывает четыре поколения мастеров с общим стажем около 150 лет.
- Первое поколение — Пётр Петрович Жидков (ум. 1921). Основатель династии, сапожник из деревни Глазуново[3].
- Второе поколение — Ефим Петрович Жидков (1881—1941). Сын Петра Петровича, также был сапожником. Проживал в деревне Окоёмовская (Дреневская)[3].
- Третье поколение — Михаил Ефимович Жидков (1905—1987). Сын Ефима Петровича, ставший ключевой фигурой в династии. Первые уроки мастерства получил от отца. Шил на заказ яловые и хромовые сапоги, в том числе для милиции, ремонтировал обувь и подшивал валенки особым, очень прочным способом в две стельки. С 1935 года работал в сапожной артели. После войны работал в Райпромкомбинате (с 1947), артели «Красный Октябрь», Лухском и Пучежском КБО. Выйдя на пенсию в 1965 году, продолжал заниматься ремеслом на дому[7].
- Четвёртое поколение — сыновья Михаила Ефимовича: Виталий (1930—1998), Игнатий (1928—2005) и Владимир (род. 1940). Михаил Ефимович обучил всех сыновей сапожному делу. Игнатий шил женские туфли и «венгерки». По состоянию на 2024 год Владимир Михайлович оставался последним представителем династии, продолжая ремонтировать обувь для односельчан[8][6].

## Население
| 1872 | 1897  | 1907  | 2002 | 2010 |
| ---- | ----- | ----- | ---- | ---- |
| 1144 | ↗1221 | ↗1335 | ↘848 | ↗857 |

## Известные люди
- Спирин Юрий Леонидович (род. 1930) — советский и украинский учёный.

## Экономика
Основу экономики села составляют агропромышленное предприятие «Порздни» и личные подсобные хозяйства. Также действуют небольшие швейные цеха.

## Социальная сфера
В селе действуют средняя школа, детский сад, дом культуры и библиотека.

## Достопримечательности
- Церковь Успения Пресвятой Богородицы (1751).
- Церковь Спаса Преображения (1768).
- Казанская церковь (1777) в селе Клоны, расположенном на территории сельского поселения. С селом связано предание о ссылке сюда в 1606 году юного Михаила Фёдоровича Романова. В настоящее время храм находится в руинированном состоянии, является выявленным объектом культурного наследия[4].